# سیارک ۱۱۳۱۶
سیارک ۱۱۳۱۶ (به انگلیسی: 11316 Fuchitatsuo، نامگذاری:1994TR3) یازده هزار و سیصد و شانزدهمین سیارک کشف شده‌است که در ۵ اکتبر ۱۹۹۴ کشف شد.
قدر مطلق سیارک برابر ۱۸.۶ است.